# École de médecine vétérinaire de l'université Cornell
L'École de médecine vétérinaire de l'université Cornell (New York State College of Veterinary Medicine at Cornell University) est une école vétérinaire faisant partie de l'université Cornell, à Ithaca, dans l'État de New York. Fondée en 1894, c'est le premier collège ou école statutaire (Statutory college) fondé au sein de l'université d'État de New York (SUNY). L'École vétérinaire de Cornell est l'une des 30 écoles vétérinaires des États Unis, et l'une des trois située dans le Nord-Est. Elle est internationalement reconnue dans le domaine de la santé publique, de la recherche biomédicale, de la médecine  et de la formation vétérinaires.

## L'histoire
L'École vétérinaire de l'université Cornell a été fondée grâce aux efforts de James Law, vétérinaire et professeur de l'université Cornell, la construction fut votée par la Législature de l'État de New York en 1894, cette décision a été ratifiée par le gouverneur Roswell P. Flower, qui, du fait son expérience dans le domaine agricole, était profondément convaincu de l'importance de la médecine vétérinaire. 
L'État de New York finança des constructions sur le campus de l'université Cornell, achevé à l'automne de 1896, sur l'emplacement de ce qui est aujourd'hui l'Ives Hall. En 1957, l'État de New York finança la construction d'un nouveau complexe d'enseignement et de recherche vétérinaires sur un autre emplacement, à l'est du campus de l'université. 
| James Law             | 1894–1908    |
| Veranus Alva Moore    | 1908–1929    |
| Pierre Augustine Fish | 1929–1931    |
| William Arthur Hagan  | 1932–1959    |
| George C. Poppensiek  | 1959–1974    |
| Edward C. Melby, Jr.  | 1975–1984    |
| Robert D. Phemister   | 1985–1995    |
| Franklin M. Loew      | 1995–1997    |
| Donald F. Smith       | 1997–2007    |
| Michael I. Kotlikoff  | 2007–2015    |
| Lorin Warnick         | 2015–present |

## Missions
Les principales missions de l'École sont la recherche, la formation de diplômés de l'enseignement vétérinaire et le service public.
Elle délivre les diplômes D. V. M., M. S. et  Ph. D., elle développe des programmes de recherche dans des laboratoires et centres de recherche dont font partie  les laboratoires de diagnostic de l'État de New York, l'Institut Baker de la Santé Animale, un centre de recherche canine et équine, le Feline Health Center, et des laboratoires de recherche biomédicale de L'État de New York. L'École vétérinaire de Cornell est régulièrement classée comme l'une des meilleures écoles vétérinaires des États Unis  et retenue aussi comme telle dans l'U.S. News & World Report's America's Best Colleges edition.
Le programme d'enseignement conduisant au doctorat en médecine vétérinaire délivre les bases biologiques de la médecine vétérinaire, de la formation clinique pour les soins primaires ou référencés dans le cadre d'un enseignement vétérinaire hospitalier ou ambulatoire (déplacements en fermes d'élevage). L'École bénéficie d'un accès direct à de nombreuses exploitations laitières modernes de l'État de New York, ce qui facilite la formation des élèves dans le domaine des productions animales.
Les étudiants peuvent bénéficier des prestigieuses bourses de recherche médicale (Medical Research Fellowships).
L'école est engagée dans un protocole d'accroissement du nombre d'étudiants par classe, qui était de 90 il y a quelques années à 120 en 2017.

## Projets de développement en cours de réalisation
Une expansion des classes précliniques a induit un programme de travaux de rénovation des bâtiments existants et de construction de nouveaux qui permettra à l'établissement de l'aider à résoudre les points clés suivants :
- un accès insuffisant à l'enseignement vétérinaire de Cornell offert aux élèves de l'État de New York,
- un handicap dans la compétition et un risque de déclassement parmi les institutions de haut niveau,
- le besoin de ressources supplémentaires pour compenser la diminution de financement par l'État de New York et,
- la capacité de l'hôpital existant à former davantage d'étudiants en médecine vétérinaire.

Ce projet capital permettra à l'École de maximiser la capacité d'accueil des hôpitaux pour former davantage d'étudiants. En 2016-2017 l'École forme environ 120 étudiants au cours de la quatrième année, mais seulement un peu plus de 100 de ces élèves ont achevé leurs études pré-cliniques à l'université Cornell. Avec cette rénovation, Cornell sera en mesure de former 120 étudiants dans chacune des années de formation pré-clinique. Une fois pleinement mis en œuvre, l'École vétérinaire de Cornell sera en mesure d'accueillir 480 élèves au total, soit 120 élèves par classe, en vue de l'obtention du DVM.  Le projet comprendra la rénovation et l'agrandissement des salles de classe, des laboratoires d'enseignement, de la cafétéria, des vestiaires et des douches. Le projet permettra également de créer une nouvelle entrée sur Tower Road qui unira les entrées pour Schurman Hall, le Centre de formation vétérinaire et le building de la Recherche vétérinaire, associé à la création d'un atrium destiné à accueillir de grands rassemblements et à y réaliser des présentations.